# Victims of Trafficking and Violence Protection Act of 2000
La Victims of Trafficking and Violence Protection Act of 2000 (TVPA), en français Loi de 2000 sur la protection des victimes de la traite et de la violence est une loi fédérale adoptée en 2000 par le Congrès américain et signée par le président Clinton. La loi a ensuite été reconduite par les présidents Bush, Obama et Trump. En plus de son applicabilité aux citoyens américains, il a la capacité d'autoriser des protections pour les immigrés sans papiers qui sont victimes de formes graves de trafic et de violence.

## Histoire
La loi sur la protection des victimes de la traite a été renouvelée en 2003, 2006, 2008 (et a été rebaptisée loi de 2008 sur la réautorisation de la protection des victimes de la traite William Wilberforce). La loi est devenue caduque en 2011. En 2013, l'intégralité de la protection des victimes de la traite a été adressée sous la forme d'un amendement à la loi sur la violence à l'égard des femmes et a été adoptée. Il y a deux conditions qu'un demandeur doit remplir afin de recevoir les avantages du T visa. Premièrement, une victime de traite doit prouver qu'elle est victime d'une forme grave de traite et, deuxièmement, doit faire des poursuites contre son trafiquant. Cette loi ne s'applique pas aux immigrants cherchant à être admis aux États-Unis à d'autres fins d'immigration.
La loi publique n° 115-393 (21/12/2018) a réautorisé la TVPA en 2018, dans le cadre de la loi de 2017 sur la protection des victimes de la traite.
Étant donné que la loi exige que le demandeur participe aux poursuites contre son trafiquant, les personnes victimes de la traite peuvent craindre des représailles sur elles-mêmes ou sur leur famille, ce qui constitue un moyen de dissuasion majeur pour les personnes qui envisagent de présenter une demande. La loi contient des dispositions pour la protection de ceux qui sont classés comme victimes de la traite des êtres humains, principalement pour des formes d'exploitation sexuelle, de contrebande et de travail forcé.
La TVPA a permis la création du bureau du département d'État pour surveiller et combattre la traite des personnes, qui se coordonne avec les gouvernements étrangers pour protéger les victimes de la traite, prévenir la traite et poursuivre les trafiquants.

## Décision présidentielle
Le 27 septembre 2016, le président Barack Obama a pris une décision présidentielle sur les efforts des gouvernements étrangers concernant la traite des personnes, conformément à l'article 110 de la loi de 2000 sur la protection des victimes de la traite (la « loi ») (22 USC 7107).